# Ostatni Mohikanin (film 1992)
Ostatni Mohikanin (ang. The Last of the Mohicans) – melodramat historyczno-przygodowy produkcji USA z 1992 roku w reżyserii Michaela Manna.
Powstał według scenariusza Philipa Dunne, Christophera Crowe oraz Michaela Manna zainspirowanych powieścią Jamesa Fenimore’a Coopera o tym samym tytule.
Statuetkę Oscara za najlepszy dźwięk w 1993 r. otrzymali Chris Jenkins, Doug Hemphill, Mark Smith i Simon Kaye.

## Treść
Akcja filmu toczy się latem 1757 roku, podczas tzw. wojny francusko-indiańskiej będącej pozaeuropejską częścią działań wojny siedmioletniej, w trakcie walk Anglików z Francuzami w puszczach Ameryki Północnej. Główni bohaterowie to Sokole Oko – biały wychowany wśród Indian, Indianin ze szczepu Mohikanów – Chingachgook oraz jego syn Unkas. Miłość do Kory, córki angielskiego pułkownika, odmienia życie „białego Indianina” – Sokolego Oka, który podczas wędrówki przez amerykańskie puszcze wraz z przyjaciółmi chroni ją i ratuje przed okrutnymi Huronami. 
Autentycznym zdarzeniem wykorzystanym w powieści przez J.F. Coopera i w fabule scenariusza jest oblężenie Fortu William Henry oraz następująca potem masakra, będące punktem zwrotnym akcji filmu. 

## Obsada aktorska
- Daniel Day-Lewis – Sokole Oko (Nataniel Poe)
- Madeleine Stowe – Kora Munro
- Russell Means – Chingachgook (Wielki Wąż)
- Eric Schweig – Unkas
- Jodhi May – Alicja Munro
- Steven Waddington – major Duncan Heyward
- Wes Studi – Magua
- Maurice Roëves – pułkownik Munro
- Patrice Chéreau – markiz de Montcalm
- Mac Andrews – generał Webb
- Dylan Baker – francuski kapitan
- Mike Philips – naczelny wódz plemienia (sachem)

## O filmie
Inspirowana powieścią adaptacja nie jest bezpośrednio na niej oparta, lecz w znacznej mierze odwołuje się do przetworzeń dokonanych w przedwojennej wersji filmowej, zrealizowanej przez George B. Seitza. M.in. zmarginalizowana została tytułowa postać „ostatniego” Mohikanina – Unkasa, a na pierwszy plan wysunięto głównych przeciwników – wodza Maguę i Sokole Oko (przemianowanego ze Skórzanej Pończochy w oryginale); również uwaga widza zdecydowanie skierowana została na tę postać. Wskutek tego obraz Manna nastrojem i charakterem znacznie odbiega od ujęcia narzucanego kinematografii przez literacki pierwowzór. W jego wersji szybka narracja i dynamiczny montaż prowadzą akcję od jednej do następnej kulminacji wydarzeń, a scenom krwawej przemocy towarzyszą zaskakujące w tym ciągu momenty liryczne odnoszące się do uczucia narastającego między Korą i Sokolim Okiem. Nastrojowość przełomowych momentów wzmaga przewodni motyw muzyczny.

### Niektóre różnice względem powieści
- W filmie głównym bohaterem kreowany jest Sokole Oko, podczas gdy tytułowy „ostatni Mohikanin” występuje jako postać drugoplanowa.
- W filmie major Heyward ginie – w powieści uchodzi z życiem.
- W filmie Magua ginie z ręki Chingachgooka od ciosów maczugą – w powieści spada w przepaść.
- W powieści Sokole Oko jest starszy od Heywarda – w filmie jako rywale są rówieśnikami.
- W filmie Sokole Oko darzy miłością Korę – w powieści uwielbieniem darzy ją Unkas, gdy ona sama skrycie kocha Heywarda, z wzajemnością zakochanego w Alicji.
- W powieści ginie Kora, zaś Alicja uchodzi z życiem – w filmie role te odwrócono.
- Film pomija scenę pogrzebu Unkasa i Alicji.

### Recepcja
W publicznym odbiorze film zyskał szeroką popularność, jaką zapewnił mu twórczy rozmach, tempo akcji i widowiskowe walory wpływające na emocje widza. Mimo to spotkał się z zarzutami krytyków dopatrujących się w nim zatarcia uwidocznionego w powieści Coopera konfliktu pomiędzy cywilizacją a naturą. W okresie narastania w USA wymagań tzw. poprawności politycznej, inny zarzut krytyki dotyczył ukazania Indian w sposób nie odzwierciedlający dostatecznie prawdy historycznej. 